# Libčeves
Libčeves är en ort i Tjeckien.   Den ligger i regionen Ústí nad Labem, i den nordvästra delen av landet, 60 km nordväst om huvudstaden Prag. Libčeves ligger 307 meter över havet och antalet invånare är 862.
Terrängen runt Libčeves är kuperad åt nordväst, men åt sydost är den platt. Terrängen runt Libčeves sluttar söderut.Runt Libčeves är det ganska glesbefolkat, med 25 invånare per kvadratkilometer. Närmaste större samhälle är Most, 15,3 km väster om Libčeves. Trakten runt Libčeves består till största delen av jordbruksmark.